# Ił-86

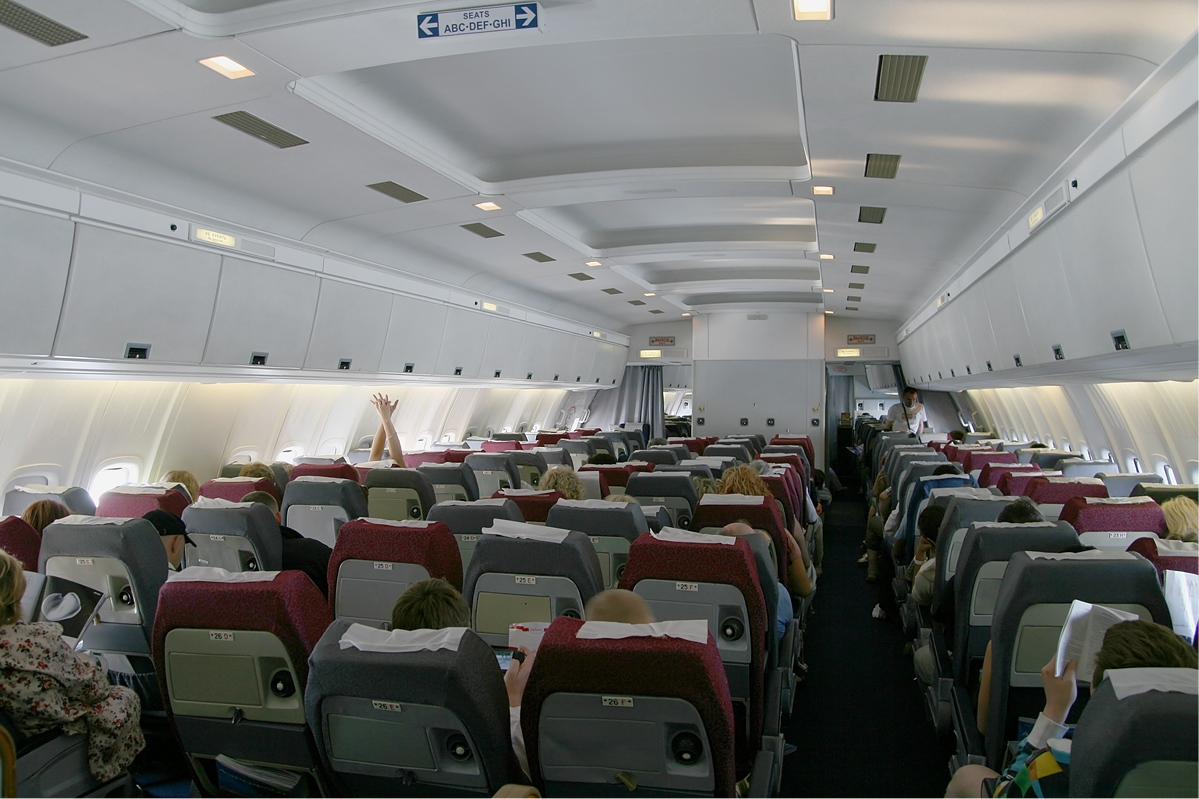
Wnętrze samolotu Ił-86. Fotele w układzie 3-3-3

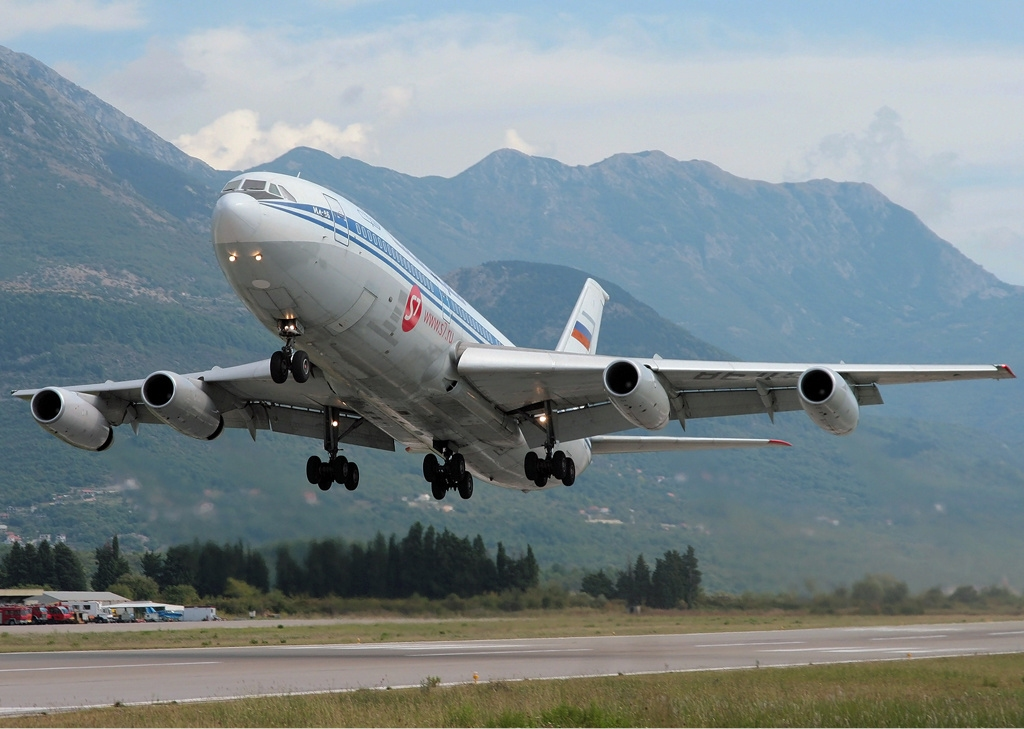
Ił-86 linii lotniczych S7 Airlines

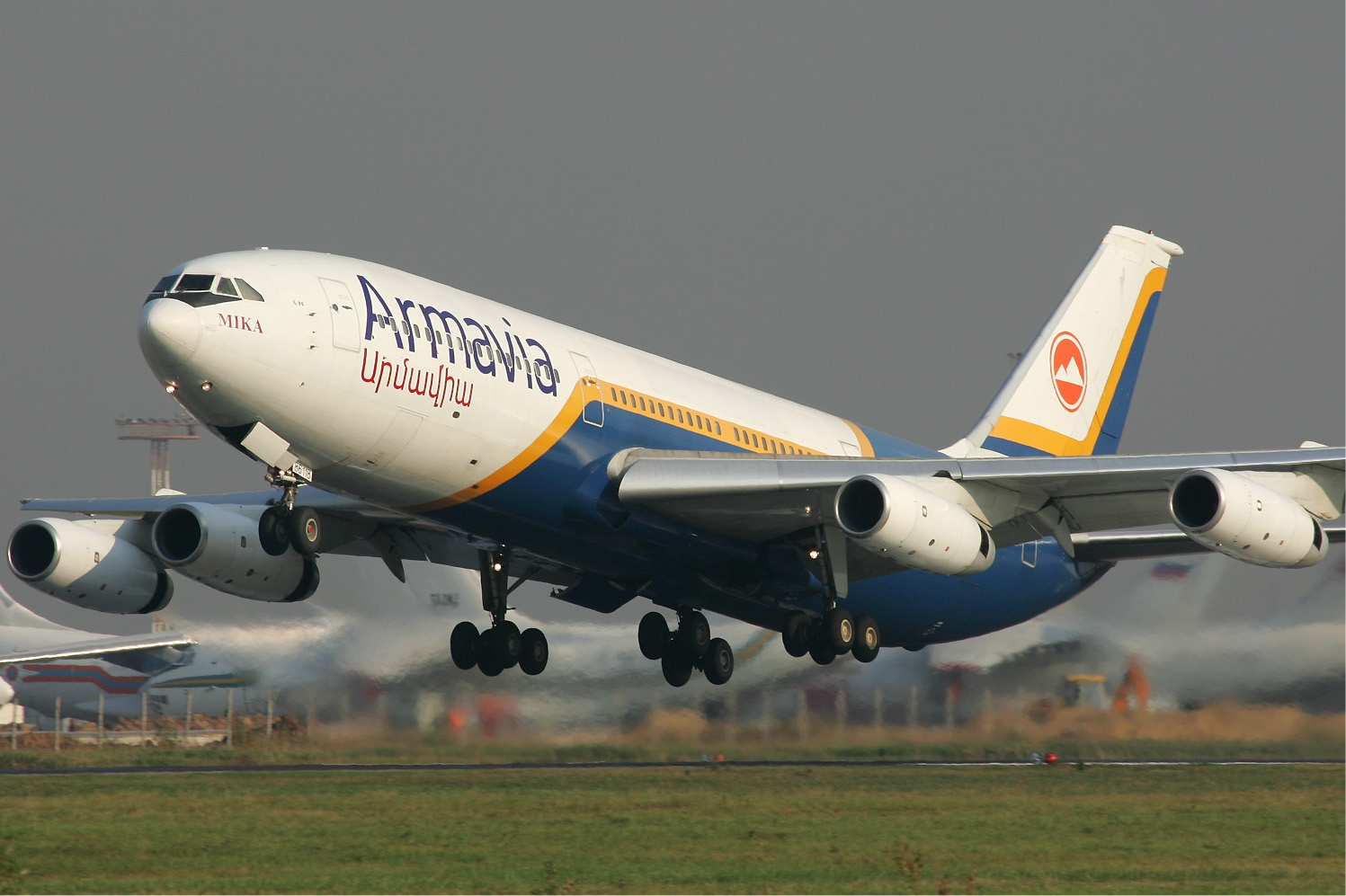
Ił-86 Armeńskich linii Armavia podczas startu

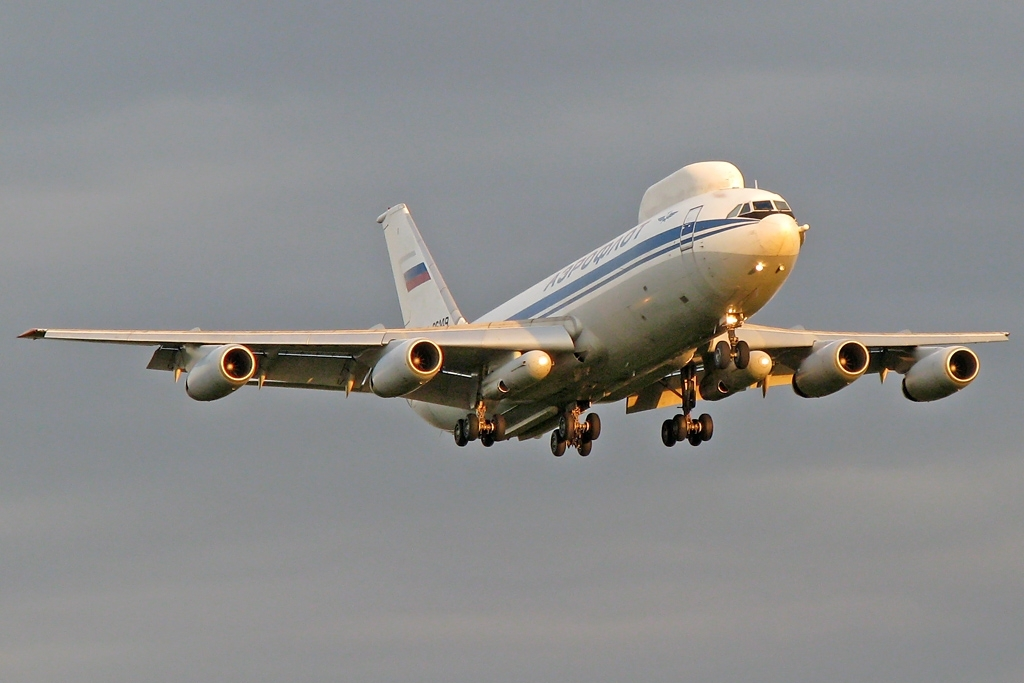
Ił-86WKP – jedyne egzemplarze aktywnie jeszcze w 2013 roku

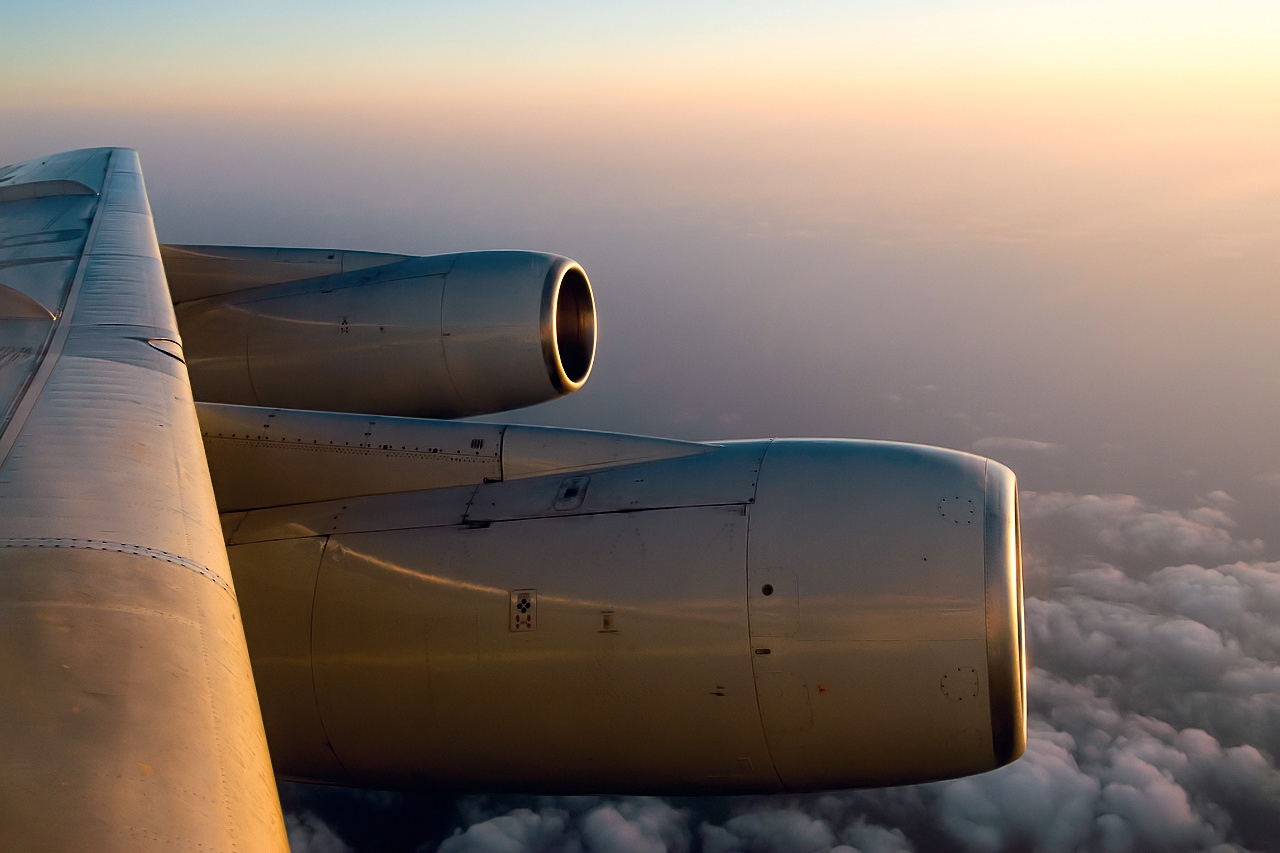
widok na skrzydło podczas lotu

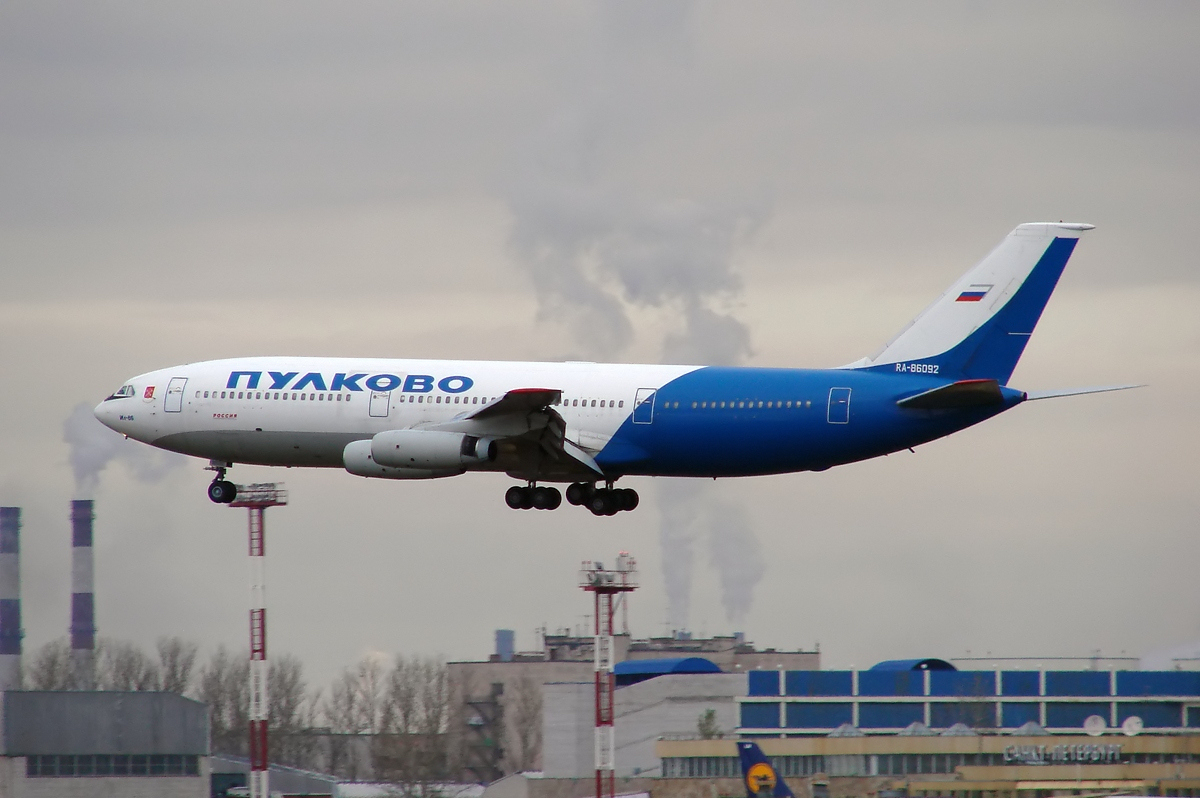
Ił-86 w barwach Pulkovo Airlines

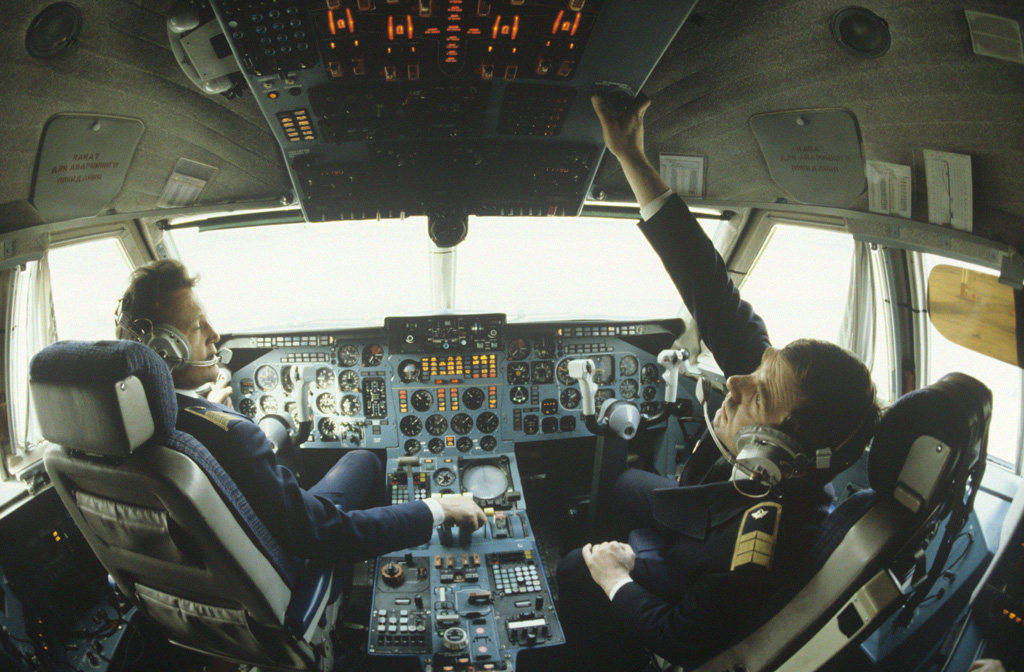
Kokpit Iła-86

Ił-86 (ros. Ил-86) – radziecki szerokokadłubowy samolot pasażerski średniego zasięgu, zaprojektowany w biurze konstrukcyjnym Iljuszyna. Pierwszy lot samolotu odbył się 22 grudnia 1976 roku. Był to pierwszy szerokokadłubowy samolot pasażerski w ZSRR. Podczas swojej służby samolot zyskał opinię bezpiecznej i niezawodnej maszyny.
Planowano wcielenie tego typu samolotów do floty PLL LOT, jednak po zmianie polityki sprzętowej przedsiębiorstwa na prozachodnią, od planów tych odstąpiono. Wyprodukowano 106 egzemplarzy samolotu. Samolot zastąpiony został przez nowocześniejszy model Ił-96. W końcu roku 2011 nie było już ani jednego Iła-86 w służbie cywilnej. W 2013 aktywne pozostawały jeszcze tylko 4 egzemplarze należące do Rosyjskich Sił Powietrznych.

## Projekt

### Tło
W latach 60. XX wieku USA oraz zachodnia Europa planowały wprowadzenie samolotów dwa razy większych od ówcześnie latających, które na pokład zabierały max. 200 pasażerów. Takie samoloty nazywano airbusami (powietrzny autobus). W ZSRR dla takich samolotów powstało określenie aerobus (ros. аэробус). W ZSRR oprócz motywów propagandowych było również zapotrzebowanie na aerobusy, które latałyby we flocie Aerofłotu, który miał w planach obsługiwać 100 mln pasażerów rocznie. Nastąpiło to w roku 1976, kiedy Aerofłot obsłużył nieco ponad 100 mln pasażerów.

### Koncepcja
Wiele lotnisk w ZSRR nie było przystosowanych dla tak dużych samolotów lub były za małe. Na zachodzie wiele lotnisk przeszło przebudowę celem przystosowania do obsługi dużych samolotów szerokokadłubowych, zwiększono także przepustowość terminali tych lotnisk. Natomiast lotnicze instytuty badawcze w ZSRR opracowały koncepcję zwiększenia przepustowości lotnisk bez konieczności rozbudowy obecnych terminali pasażerskich.
Wiele radzieckich lotnisk w tamtych czasach miało zbyt słabe powierzchnie nośne na płaszczyznach lotnisk na tak duże maszyny. Jednak rozwiązaniem problemu miała być zwiększona liczba kół w podwoziu samolotu, a nie przebudowa płaszczyzn operacyjnych lotnisk, co wiązałoby się z dużo większymi kosztami.
Oficjalne uruchomienie programu aerobus
W październiku 1967 rząd radziecki zatwierdził specyfikację dot. aerobusa otrzymaną od Aerofłotu. Radzieckie linie lotnicze potrzebowały samolotu, który będzie w stanie pomieścić 350 pasażerów, mieć zasięg 3600 km z ładunkiem cargo o masie 40 t lub 5800 km bez ładunku cargo. Nowy samolot musiał też posiadać zdolność operowania z mniejszych lotnisk, które dysponowały pasem startowym 2600 m.
8 września 1969 Aerofłot przekazał wstępny projekt aerobusa do biura konstrukcyjnego Iljuszyn, który miał zająć się zbudowaniem samolotu. Szczegółowe wymagania operacyjne biuro otrzymało 22 lutego 1970.

### Rozwój koncepcji
Iljuszyn rozpoczął prace nad aerobusem w 1969. Początkowo rozważał powiększenie obecnych samolotów. Powiększenie Iła-62 (Ił-62-250) – miałby 30 ton ładowności, 259 miejsc oraz dłuższy kadłub o 6,9 m. Inne proponowane zmiany tego samolotu to kadłub dwupokładowy lub dwa kadłuby obok siebie. Powstał także projekt cywilnej wersji Iła-76, jednak żaden z ww. projektów nie został zrealizowany.
W marcu 1970 zostają rozpoczęte prace nad zupełnie nową konstrukcją oznaczoną jako Ił-86. Uznano, że nowy samolot powinien posiadać więcej złożonych urządzeń automatycznych, aby zmniejszyć załogę w kokpicie w stosunku do Iła-62.
Pierwszy projekt Iła-86 publicznie pokazano podczas wystawy innowacji lotnictwa cywilnego odbywającego się 17 maja 1971 na lotnisku Wnukowo. Zaprezentowano wygląd zewnętrzny samolotu, schody zintegrowane z kadłubem. Pod pokładem znajdowała się kuchnia oraz miejsce na bagaże. Przestrzeń pasażerska posiadała 2 korytarze w układzie siedzeń 3-3-3. W celach propagandowych Iljuszyn ogłosił, iż żaden samolot na świecie, poza Boeingiem 747 nie ma tak szerokiego wnętrza jak Ił-86. Dopiero Boeing 777 zepchnął Iła-86 z tej pozycji.
9 marca 1972 biuro zostało zobligowane do kontynuacji projektu. W 1973 r. sześć lat po opublikowaniu specyfikacji oficjalnie zaprezentowano model.
Problemy z silnikami
Głównym problemem projektowanego IŁa-86 był brak odpowiednich silników. Problem ten nigdy nie został rozwiązany. Do końca lat 60. USA i Wielka Brytania miały nowoczesne silniki dwuprzepływowe. Wiadomo było, że pierwszy radziecki silnik tego typu Łotariew D-18T nie wejdzie do służby przed 1980 rokiem. Pierwotnie dla Iła-86 przeznaczony był silnik Sołowiew D-30, najbardziej zaawansowany pod względem technicznym radziecki silnik lotniczy, jednak dopiero po upływie trzech lat okazało się, że jego ciąg był niewystarczający dla tak dużego samolotu. Ostatecznie 26 marca 1975 wybrano silniki Kuzniecow NK-8, które po przeprojektowaniu specjalnie dla Iła-86 uzyskały oznaczenie NK-86 o sile ciągu 125 kN. Jednak wszystkie ówczesne silniki radzieckie charakteryzowały się wysokim zużyciem paliwa oraz hałasem. Konstrukcji tych nie można było także przystosować do wytwarzania znacznie większego ciągu.
Problemy z awioniką
Dotychczas radzieckie samoloty pasażerskie były projektowane pod kątem pięcioosobowej załogi. Wprowadzony w 1972 do użytku Tu-154 zbudowany został według nowych zasad, które mówiły o większej liczbie urządzeń automatycznie sterujących odpowiednimi podzespołami, tak aby ograniczyć liczbę załogi. Mimo to trudno było ten cel osiągnąć, ze względu na słaby rozwój awioniki z ZSRR. Nowy program rozwoju awioniki zakładał latanie samolotem Ił-86 z trzyosobową załogą, aby zbliżyć się do standardów zachodnich.

### Zainteresowanie zagraniczną technologią
Sowieci podjęli kilka prób importu zachodniej technologii, aby rozwiązać główny problem Iła-86 – silniki (w mniejszym stopniu także awionikę oraz zdolności produkcyjne). Przed oblotem Boeinga 747, członkowie radzieckiego ministerstwa ds. lotnictwa odbyli trzydniową podróż po USA odwiedzając lotnicze prezentacje handlowe. Na szczyt odprężenia, który odbył się 11 marca 1974, do Moskwy przyleciał na trzy dni Lockheed L-1011. Samolot ten był zbliżony parametrami do Iła-86. Rozpoczęto negocjacje, aby kupić 30 sztuk L-1011 oraz licencję do produkcji tych samolotów na terenie ZSRR, produkcja miała się odbywać w nowo powstałej fabryce, która zatrudniałaby 80 000 pracowników oraz produkowałaby do 100 samolotów rocznie. Jednak negocjacje nie doszły do skutku. W 1978 zablokowano eksport 12 silników CF6-50, które sowieci chcieli wykorzystać do samolotów Ił-86. Pojawiały się także próby nielegalnego przejęcia technologii i projektów.

### Testy i certyfikacja
Harmonogram z 1973 przewidywał pierwszy lot samolotu w 1976, a wprowadzenie do czynnej służby miałoby nastąpić w 1980 podczas Letnich Igrzysk Olimpijskich w Moskwie.
Pierwszy lot odbył się 22 grudnia 1976, samolot wystartował z lotniska Chodynka, pod Moskwą. Wstępny program testów zakończono 2 miesiące przed czasem, 20 października 1978. Podczas testów osiągnięto prędkość 0,93 Macha oraz przechyły samolotu o 11 stopni większe niż zakłada projekt. Pierwsza certyfikacja samolotu, którym latali piloci Iljuszyna zakończyła się 6 czerwca 1977. Oficjalne próby odebrania samolotu przez państwo rozpoczęły się 24 kwietnia 1979, a skończyły się 24 grudnia 1980. Pierwszy lot Ił-86 w barwach Aerofłotu odbył się 26 grudnia tego samego roku. Samolot nie zdołał wejść do cywilnej służby podczas Letnich Igrzysk Olimpijskich.
Rozwój projektu zajął 10 lat. Tak długi okres spowodowany był problemami z silnikami do samolotu oraz odpowiednią awioniką. Program był również spowalniany, ponieważ pojawiała się możliwość importu samolotu z zachodu. Ił-86 jako pierwszy radziecki samolot musiał przejść cały proces certyfikacji, który wszedł w życie w 1973.

## Produkcja
Produkcja Iła-86 rozpoczęła się w 1976 i trwała do 1994 (ostatnie egzemplarze trafiły do właścicieli w 1997). Pierwsze dwie maszyny zostały wyprodukowane ręcznie, służyły one do testów, jeden posłużył do lotów testowych, drugi do testów statycznych oraz naziemnych. Montaż końcowy seryjnych maszyn odbywał się w Woroneżu. Również tam powstawała większość części do tych samolotów. Pierwsze egzemplarze w dużej mierze budowano ręcznie, wraz z kolejnymi zwiększano użycie maszyn w fabryce. Podczas produkcji przeprowadzono 50 zmian płatowca, które zmniejszyły jego masę o 1500 kg.
| rok     | 1976 | 1977 | 1978 | 1979 | 1980 | 1981 | 1982 | 1983 | 1984 | 1985 | 1986 | 1987 | 1988 | 1989 | 1990 | 1991 | 1992 | 1993 | 1994 | 1995 | 1996 | 1997 |
| ------- | ---- | ---- | ---- | ---- | ---- | ---- | ---- | ---- | ---- | ---- | ---- | ---- | ---- | ---- | ---- | ---- | ---- | ---- | ---- | ---- | ---- | ---- |
| dostawa | 1    | 1    | 0    | 5    | 2    | 6    | 7    | 10   | 8    | 11   | 8    | 7    | 6    | 6    | 8    | 6    | 6    | 6    | 0    | 1    | 0    | 1    |

Produkcja w Polsce
Moce produkcyjne w Woroneżu były niewystarczające, dlatego od samego początku w produkcję tego samolotu zaangażowany był także polski przemysł lotniczy. W latach 80. PZL planował produkcję około połowy elementów Iła-86. W tym całe skrzydła. Przygotowano się również do produkcji zmodernizowanej wersji tego samolotu. Od maja 1977 PZL produkowała tylną część samolotu, pylony do silników oraz wszystkie powierzchnie sterowe. Łącznie elementy te stanowią 16% całości Iła-86.

## Eksploatacja
Inauguracyjny rejs Ił-86 wykonał 26 grudnia 1980 z Moskwy do Taszkentu. Regularne loty pasażerskie rozpoczęły się 1 lutego 1981. Najpierw Aerofłot wykorzystywał te samoloty na obleganych trasach krajowych, od czerwca 1981 także na trasach międzynarodowych do państw Europy wschodniej. Na zachód pierwsze rejsy wykonano w październiku 1981. Następnie samoloty te weszły również w obsługę tras czarterowych.
Od kwietnia 2002 Unia Europejska, USA oraz wiele innych krajów na świecie wprowadziło zakazy lotów głośnych samolotów (do nich należał m.in. Ił-86). Linie lotnicze Aerofłot w 2006 zaczęły wycofywać te samoloty ze swojej floty.

### Loty dalekodystansowe
Z założenia Ił-86 był samolotem średniodystansowym, jednak w 1982 Aerofłot zaczął obsługiwać tym samolotem połączenie z Moskwy do Hawany z międzylądowaniem w Shannon i Gander. Inne kierunki dalekodystansowe obsługiwane przez Iły-86 to Buenos Aires, Montevideo, Lima, Rio de Janeiro, São Paulo. Wszystkie loty odbywały się z międzylądowaniem na wyspie Sal.

### Eksport
W 1988 linie Interflug ogłosiły gotowość do odebrania dwóch samolotów Ił-86. Miały one otrzymać rejestracje DDR-AAA oraz DDR-AAB. Jednak zamiast tych samolotów Interflug jeszcze w tym samym roku odebrał maszyny Airbus A310. W całej historii Iła-86 odbył się tylko jeden eksport fabrycznie nowych samolotów poza granice ZSRR – w 1990 dostarczono 3 samoloty Ił-86 do chińskich linii China Xinjiang Airlines.

### Żywotność
Okres między głównymi remontami został przewidziany na 20 lat (max. 25) lub 10 000 lądowań (max. 20 000) lub 30 000 godzin w powietrzu (max. 35 000).

## Wypadki
W czasie eksploatacji w ruchu cywilnym samoloty Ił-86 odnotowały 10 wypadków, w tym 4, gdzie samolot został zniszczony. Łącznie zginęło 14 osób. Ił-86 nigdy nie uległ katastrofie podczas lotu z pasażerami na pokładzie.
Poniżej przedstawione zostały 4 najpoważniejsze wypadki z udziałem samolotu Ił-86:
- 8 marca 1994 samolot RA-86119 (c/n 087) stał na płycie lotniska w Delhi, w którego uderzył lądujący Boeing 737 należący do linii Sahara India. Oba samoloty zostały zniszczone. Zginęła załoga Boeinga 737 oraz dwóch pracowników Aerofłotu, inżynier naziemny oraz pracownik lotniska, którzy w momencie wypadku przebywali na płycie lotniska[7].
- W czerwcu 1998 egzemplarz RA-86080 (c/n 051) został poważnie uszkodzony podczas lądowania. Naprawa samolotu była nieopłacalna ze względu na jego wycofanie ze służby w bliskiej przyszłości.
- 21 września 2001 samolot RA-86074 (c/n 041) wylądował na brzuchu na lotnisku w Dubaju. Zapracowana załoga podczas podejścia zapomniała wypuścić podwozie, a alarmy mówiące o bliskości ziemi zostały wyłączone. Nikt nie zginął, natomiast samolot został wycofany ze służby[8].
- 28 lipca 2002 egzemplarz RA-86060 (c/n 027) należący do Pulkovo Airlines uległ katastrofie podczas startu z moskiewskiego lotniska Szeremietiewo. Był to lot do Sankt Petersburga, a na pokładzie znajdowała się tylko 16-osobowa załoga. Kilka sekund po starcie nos maszyny gwałtownie opadł. Kapitan próbował wyrównać lot maszyny, jednak ta rozbiła się nieopodal końca pasa startowego. Zginęło 14 osób, 2 stewardesy przeżyły katastrofę. Była to jedyna katastrofa samolotu Ił-86, w której zginęli ludzie[9].

W wyniku katastrofy z 2002 MAK tymczasowo uziemił wszystkie samoloty Ił-86. Przywrócenie certyfikatu świadczącego o zdatności samolotu do lotu nastąpiło na początku 2003 roku.